# Synegiodes obliquifascia
Synegiodes obliquifascia är en fjärilsart som beskrevs av Louis Beethoven Prout 1918. Synegiodes obliquifascia ingår i släktet Synegiodes och familjen mätare. Inga underarter finns listade i Catalogue of Life.